# Frassinetto
Frassinetto en piamontés: Frasinej, en francoprovenzal Frasinei. Se trata de una comuna o municipio italiano en el Piamonte dentro de la provincia de Turín (o, Torino). Se encuentra en el Valle Soana y forma parte de la Comunità Montana Valli Orco e Soana. La población de Frassinetto se reduce a sólo 281 habitantes, habiendo tenido un máximo demográfico en 1911 cuando fueron censados 1.834 habitantes.
El topónimo deriva de la palabra latina fraxinus, es decir fresno porque la zona estaba cubierta por bosques de este árbol.

## Evolución demográfica
| Gráfica de evolución demográfica de Frassinetto entre 1861 y 2001 |
|                                                                   |
| fuente ISTAT - elaboración gráfica por Wikipedia                  |